# باشگاه فوتبال آگویلا
باشگاه دپورتیوو آگویلا که معمولاً با نام آگویلا شناخته می‌شود، یک باشگاه فوتبال حرفه‌ای اهل السالوادور است که در سان میگوئل واقع شده است. این باشگاه در حال حاضر در لیگ برتر السالوادور رقابت می‌کند.
آگویلا یکی از موفق‌ترین باشگاه‌ها در تاریخ فوتبال السالوادور است. آگویلا ۱۷ عنوان قهرمانی در لیگ برتر، ۱ قهرمانی در جام حذفی و ۱ قهرمانی جام قهرمانان کونکاکاف را به دست آورده است. قهرمانی آنها در جام قهرمانان کونکاکاف ۱۹۷۶ آنها را به دومین تیم السالوادور تبدیل کرد که عنوان کونکاکاف را به دست آورده است.
از سال ۱۹۵۶، آگویلا بازی‌های خانگی خود را در ورزشگاه خوان فرانسیسکو بارازا انجام می‌دهد. این ورزشگاه یکی از بزرگترین ورزشگاه‌های السالوادور است.
آگویلا یکی از باشگاه‌های فوتبالی است که به طور گسترده در السالوادور مورد حمایت قرار می‌گیرد، و رقابت طولانی مدت با همسایه‌اش دراگون، معروف به دربی سان میگوئل، دارد و همچنین با باشگاه پرقدرت فاس، معروف به ال کلاسیکو، رقابت می‌کند.

## افتخارات
- لیگ برتر السالوادور: ۱۷ قهرمانی
- لیگ دسته دوم: ۱ قهرمانی
- لیگ دسته سوم: ۱ قهرمانی
- جام حذفی السالوادور: ۱ قهرمانی
- جام قهرمانان کونکاکاف: ۱ قهرمانی
- جام اینترکلوب: ۱ نایب قهرمانی